# Опоцкий, Димитрий Александрович
Димитрий (Дмитрий) Александрович Опоцкий (1838 или 1 [13] февраля 1834, Псковская губерния — 12 [25] января 1902, Висбаден, Пруссия) — русский писатель, священнослужитель Российской православной церкви, протоиерей, настоятель Крестовоздвиженского собора в Женеве (1883—1901).

## Биография
Родился 1 февраля 1834 года (по другим данным — в 1838) в семье священника Александра Опоцкого, служившего в посление годы в Николаевской церкви села Ручьи Псковской губернии.
Окончил Тверскую духовную семинарию, после которой в 1859 году со степенью магистра богословия окончил Санкт-Петербургскую духовную академию.
Назначен на должность помощника секретаря Санкт-Петербургской духовной академии и учителя Александро-Невского духовного училища.
В 1861 года был хиротонисан во диакона к Синодальной церкви Святых отцов семи Вселенских Соборов и назначен законоучителем 7-й гимназии в Санкт-Петербурге. В 1863 году назначен диаконом в посольскую церковь в Париже. В 1865 году хиротонисан во пресвитера и назначен настоятелем русской посольской церкви в Стокгольме, где и служил более десяти лет и возведён в сан протоиерея. Весной 1877 года был назначен настоятелем церкви учрежденной Императорской Российской Миссии в Брюсселе.
В 1883 году назначен настоятелем посольской церкви в Женеве. При нём в церкви был выложен плиткой пол и заново позолочены купола. В 1885 году в Женеве от тифа в возрасте 18 лет скончался его сын, что подорвало его здоровье. Весной 1901 года по болезни сердца он был уволен на покой и в сентябре переехал в Висбаден.
Скончался 12/25 января 1902 года в Висбадене. Отпевание совершено 16 января протоиереем Сергием Протопоповым в Висбаденской церкви. Был погребён на кладбище в Женеве.

## Семья
- Жена — Александра Измаилова (родилась 13 августа 1838 года в Санкт-Петербурге). Имели пятерых детей, четверо (сын и три дочери) из которых родились в Стокгольме, а последняя Паулина — в Брюсселе (28.10.1878 в Икселе)[5].

### Книги
- О причинах появления в русской церкви раскола, известного под именем старообрядства / [Соч.] Д. Опоцкого. — Санкт-Петербург : тип. т-ва «Обществ. польза», 1861. — III—VI, 87 с.; 19.

### Статьи
- Тертуллиан, как защитник христианства // Духовная Беседа, 1861.